# Comitas
Comitas é um gênero de gastrópodes pertencente a família Pseudomelatomidae.

## Espécies
- †Comitas abnormis L. C. King, 1933
- Comitas aequatorialis (Thiele, 1925)
- Comitas albicincta (A. Adams & Reeve, 1850)
- †Comitas aldingensis Powell, 1944
- †Comitas allani Powell, 1942
- Comitas anteridion (Watson, 1881)
- Comitas arcana (E. A. Smith, 1899)
- †Comitas bilix Marwick, 1931
- Comitas bolognai Bozzetti, 2001
- Comitas breviplicata (E. A. Smith, 1899)
- Comitas chuni (von Martens, 1902)
- Comitas crenularoides (Pritchard, 1896)
- Comitas curviplicata Sysoev, 1996
- †Comitas declivis Powell, 1931
- Comitas elegans Sysoev, 1996
- Comitas ensyuensis (Shikama & Hayashi in Shikama, 1977)
- Comitas erica (Thiele, 1925)
- Comitas eurina (E. A. Smith, 1899)
- Comitas exstructa (von Martens, 1904)
- †Comitas fusiformis (Hutton, 1877)
- †Comitas gagei Maxwell, 1988
- Comitas galatheae Powell, 1969
- Comitas granuloplicata Kosuge, 1992
- Comitas halicyria (Melvill, 1904)
- Comitas hayashii (Shikama, 1977)
- Comitas ilariae Bozzetti, 1991
- †Comitas imperfecta L. C. King, 1933
- Comitas kaderlyi (Lischke, 1872)
- †Comitas kaipara Laws, 1939
- Comitas kamakurana (Pilsbry, 1895)
- Comitas kayalensis Dey, 1962
- †Comitas kenneti Beu, 1970
- Comitas kirai Powell, 1969
- Comitas kuroharai (Oyama, 1962)
- †Comitas latescens (Hutton, 1873)
- †Comitas latiaxialis (P. Marshall, 1918)
- Comitas laura (Thiele, 1925)
- Comitas lurida (A. Adams & Reeve, 1850)
- Comitas makiyamai Shuto, 1961
- Comitas malayana (Thiele, 1925)
- Comitas margaritae (E. A. Smith, 1904)
- Comitas melvilli (Schepman, 1913)
- Comitas miyazakiensis Shuto, 1961
- Comitas murrawolga (Garrard, 1961)
- †Comitas nana Maxwell, 1988
- Comitas oahuensis Powell, 1969
- Comitas obliquicosta (Martens, 1901)
- Comitas obtusigemmata (Schepman, 1913)
- Comitas onokeana King, 1933
  - Comitas onokeana vivens Dell, 1956
- Comitas opulenta (Thiele, 1925)
- Comitas pachycercus Sysoev & Bouchet, 2001
- Comitas pagodaeformis (Schepman, 1913)
- Comitas parvifusiformis Li & Li, 2008
- Comitas paupera (Watson, 1881)
- Comitas peelae Bozzetti, 1993
- Comitas powelli Rehder & Ladd, 1973
- †Comitas pseudoclarae A.W.B. Powell, 1944
- Comitas raybaudii Bozzetti, 1994
- †Comitas recticosta (Bellardi, 1847) [2]
- Comitas rex Sysoev, 1997
- Comitas rotundata (Watson, 1881)
- Comitas saldanhae (Barnard, 1958)
- Comitas saudesae Cossignani, 2018
- †Comitas silicicola Darragh, 2017
- †Comitas sobrina (M. Yokoyama, 1923 )
- †Comitas sobrinaeformis S. Nomura, 1937
- †Comitas spencerensis E.J. Moore, 1962
- Comitas stolida (Hinds, 1843)
- †Comitas subcarinapex Powell, 1942
- Comitas subsuturalis (von Martens, 1901)
- Comitas suluensis Powell, 1969
- Comitas suratensis (Thiele, 1925)
- †Comitas terrisae Vella, 1954
- Comitas thisbe (E. A. Smith, 1906)
- †Comitas torquayensis Powell, 1944
- Comitas trailli (Hutton, 1873)
- Comitas vezo Bozzetti, 2001
- Comitas vezzaroi Cossignani, 2016
- †Comitas waihaoensis Powell, 1942
- †Comitas williamsi Marwick, 1965
- Comitas wynyardensis (G.B. Pritchard, 1896)
- †Comitas yokoyamai K. Oyama, 1954

Espécies trazidas para a sinonímia
- Comitas aemula Angas, 1877: sinônimo de Comitas trailli (Hutton, 1873)
- Comitas claviforma Kosuge, 1992 é um basônimo para Leucosyrinx claviforma (Kosuge, 1992)[3]
- Comitas kaderleyi Lischke, 1872: sinônimo de Comitas kaderlyi (Lischke, 1872)
- Comitas luzonica Powell, 1969: sinônimo de Leucosyrinx luzonica (Powell, 1969)
- Comitas subcorpulenta Smith, 1894: sinônimo de Borsonia symbiotes subcorpulenta (Smith, 1894)
- Comitas symbiotes (Wood-Mason & Alcock, 1891): sinônimo de Borsonia symbiotes (Wood-Mason & Alcock, 1891)
- Comitas undosa Schepman, 1913: sinônimo de Paracomitas undosa (Schepman, 1913)
- Comitas verrucosa Suter, 1899: sinônimo de Comitas trailli (Hutton, 1873)
- Comitas yukiae (Shikama, 1962): sinônimo de Antiplanes yukiae (Shikama, 1962)